# هكتار
الهَكْتَار (بالإنجليزية: Hectare)‏ هي وحدة مساحة تستخدم لقياس المساحات وتساوي 10,000 متر مربع.
تتكون الكلمة من شقين: «هكتو» وتعني 100، و«آر» وهي وحدة لقياس المساحات تساوي 100 م².
يُرمز للهكتار في الغالب في الكتابات الرياضية الطويلة بـ "ha" اختصارًا.

## الآر
الآر وهو من وحدات القياس وهو وحدة قياس المساحات الأرضية وتساوي الواحدة من الآر مرّبع طول كل من أضلاعه يساوي 10 أمتار.
أي أن الآر مساحة قدرها 100 متر مربع، وتستخدم تلك الوحدة لقياس المساحة في فرنسا واندونيسيا وغيرهما.

## قياسات
- 1 هكتار = 10 دونمات
- 1 هكتار = 10,000 متر مربع
- 1 هكتار = 2.381 فدّاناً
- 1 هكتار = 2.4710439 آكر
- 1 هكتار = 107,639 قدماً مربعاً